# Philibert de Naillac
Philibert de Naillac fut le 34e grand-maître des Hospitaliers de l'ordre de Saint-Jean de Jérusalem de 1396 à sa mort, en 1421.

## Biographie
Philibert de Naillac est né, à une date inconnue, au château de Naillac du Blanc, situé aux confins du Berry, de la Marche. Il était peut être le fils de Périchon de Naillac dit Pierre III, et le frère de Guillaume II et de Hélion de Naillac, qui occupaient une place de choix à la cour du roi de France, Charles VI, comme chambellans du roi et des ducs de Bourgogne et de Berry. Il est issu d'une famille de vieille noblesse.
Admis comme chevalier dans la langue d'Auvergne, il sera successivement commandeur de Lureuil en 1376, il s'agit de sa première commanderie puis commandeur de Paulhac, en 1385. Il garde la commanderie de Lureuil, en 1390, quand il est promu à la responsabilité du prieuré d'Aquitaine. Il préside le chapitre provincial à Angers en 1390.

## Le désastre de Nicopolis (1396)

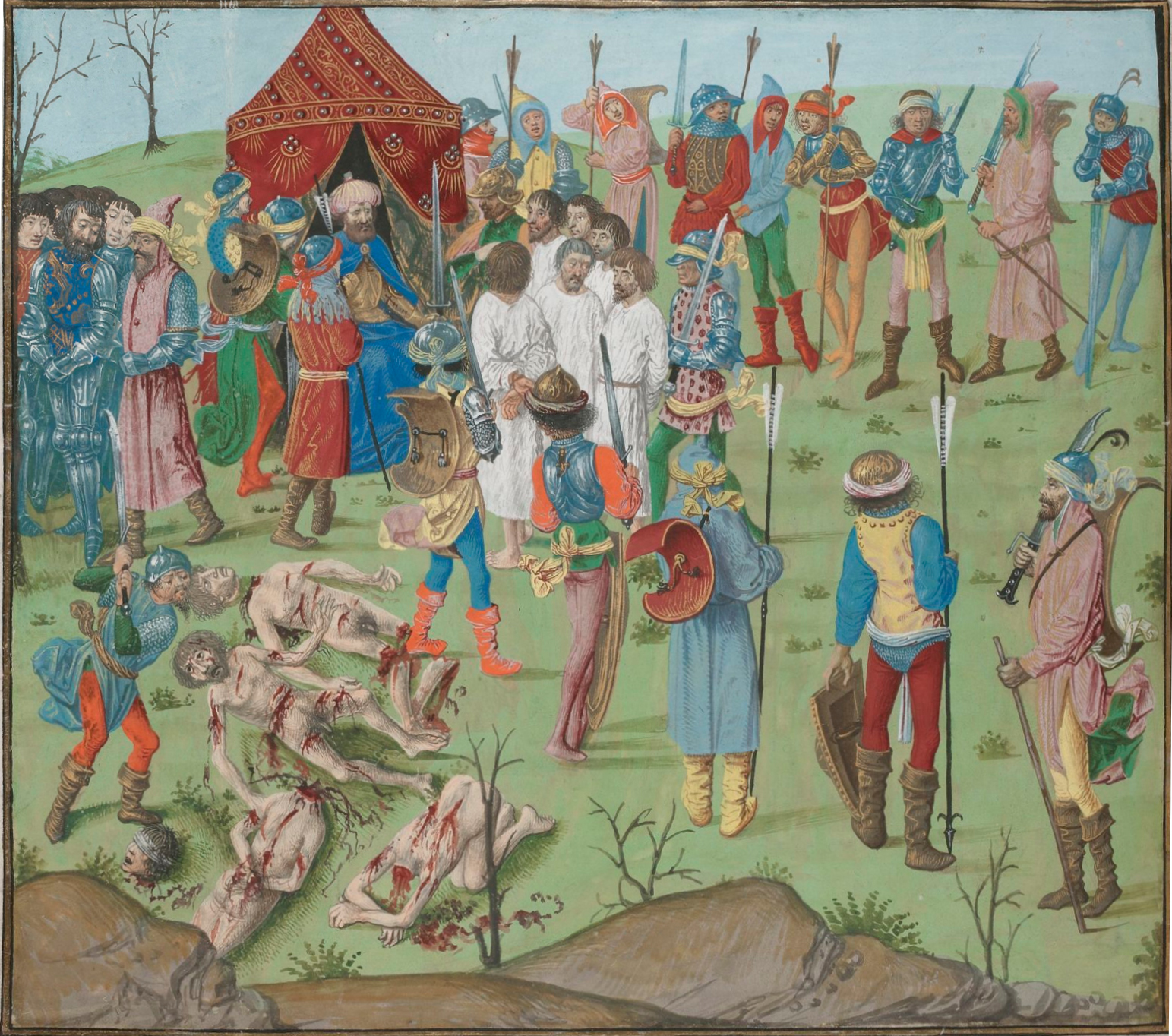
Le massacre des chrétiens après Nicopolis.

En 1395-1396, Naillac, avec une troupe d'Hospitaliers venue de Rhodes en remontant le Danube depuis la mer Noire, avait rejoint l'armée du roi Sigismond de Hongrie,  elle-même renforcée par de forts contingents de différentes nations chrétiennes européennes (Allemands, Bourguignons, Français, etc.). Au total entre 15 000 et 20 000 hommes qui se portent, pour la défense de la Hongrie, à la rencontre de l'armée ottomane commandée par le sultan Bajazet (1389-1403), surnommé Yildirim (la foudre). La cavalerie légère du prince de Valachie, Mircéa Ier, parvient le 13 août au port d'Orsova, en amont des Portes de Fer, où ils traversent le fleuve et remontent le fleuve en prenant les places fortes rencontrées : Vidim le 28 août, Rahovo le 7 septembre, où ils firent un massacre, puis mettent le siège à Nicopolis avec l'aide de la flottille hospitalière. Les deux armées se combattent le 25 septembre aux environs de Nicopolis. Les troupes françaises, les plus nombreuses, exigèrent la place d'honneur de donner le premier assaut et de ne pas attendre de déployer la piétaille comme habituellement dans les combats de Hongrie. Avant la bataille, ils ne s'encombrèrent pas de prisonniers qu'ils firent mettre à mort. Les charges de cavalerie vinrent se briser sur des pieux fichés dans le sol et sous les flèches des janissaires. C'est l'intervention des cavaliers d'élite ottomans et des auxiliaires serbes qui provoqua la défaite. Les forces chrétiennes subirent de très fortes pertes. Parmi les prisonniers se trouvait le comte de Nevers, le comte de Marche, le prince de Bar, Boucicault et Enguerrant de Coucy et parmi les morts l'amiral de Vienne
Bajazet, par vengeance pour les pertes subies par son armée à Rahova et avant la bataille, ne fera pas de quartier aux vaincus. Seuls seront épargnés les hauts seigneurs dont les Ottomans pourront tirer une forte rançon de deux cent mille florins. Parmi les graciés, il y avait le comte de Nevers et vingt-cinq autres seigneurs. Les Hospitaliers ayant, pour leur part, valeureusement combattu, jouèrent un rôle sans rapport avec leurs effectifs y compris dans le rachat des prisonniers, dont certains, comme Boucicaut, furent accueillis à Rhodes. C'est avant que la déroute ne soit consommée, que le proche entourage de Sigismond, parmi lesquels Naillac et quelques Hospitaliers, avait convaincu le roi de fuir sur un bateau des Hospitaliers. Ils parviendront à gagner les rivages de la mer Noire, puis Constantinople. C'est là que Naillac apprendra son élection comme grand maître. Il rejoint alors Rhodes, qu'il atteint au début de janvier 1397.

## La reprise en main de l'Ordre

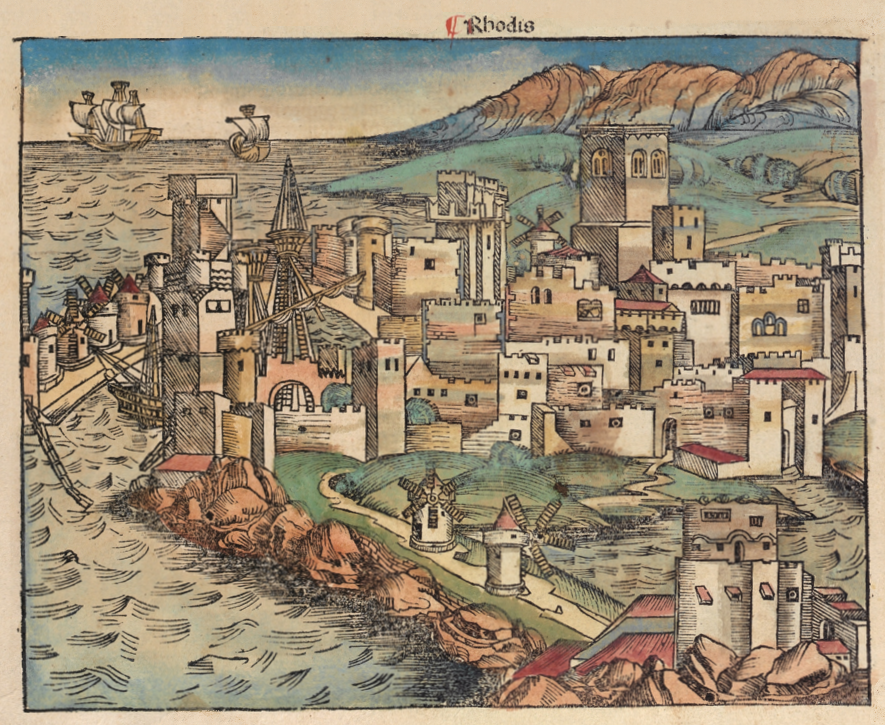
Rhodes vers 1490. À gauche, dominant le port, la tour de Naillac flanquée de quatre tourelles.

Dans un contexte difficile, Philibert de Naillac parvint à réorganiser l'ordre de l'Hôpital, gravement éprouvé par les conséquences de la crise de la papauté et par les politiques menées par son prédécesseur au magistère, Juan Fernández de Heredia, grand maître de 1377 à 1396.
Il commence par réunir une somme de 30 000 ducats d'or pour payer les rançons de divers prisonniers de Nicopolis, renforce les défenses de la cité de Rhodes et des îles de l'archipel, et continue d'engager l'Ordre dans ce qu'il considère comme sa mission essentielle : la lutte contre les infidèles ottomans.
En 1402, Tamerlan se présente en Asie mineure. Bajazet, appuyé par les forces serbes d'Étienne Lazarévitch, va à sa rencontre, mais leurs troupes subissent un désastre sans précédent dans la région d'Ankara (20 juillet 1402). Tamerlan se dirige alors vers la côte méditerranéenne ; il assiège et enlève Smyrne, place tenue par les Hospitaliers et commandée par le grand hospitalier Guillaume de Mine. Lorsque Tamerlan, à l'issue de son raid à l'ouest, sera retourné dans ses steppes, les Hospitaliers occuperont, sur la côte sud de l'Asie mineure, le site de l'ancienne Halicarnasse, où ils bâtiront le château Saint-Pierre, dominant l'actuelle Bodrum, face à l'île de Kos, sans doute en 1407.
Parmi les travaux que fait accomplir à cette époque Naillac pour améliorer les fortifications de Rhodes, figure la puissante tour portant son nom, qui dominait le port On la voit très nettement sur la partie gauche de la gravure ci-contre représentant Rhodes vers 1490. La tour, dominant le port, est flanquée de quatre tourelles,.

## La diplomatie
L’Église se déchirait entre deux papes Benoît XIII et Grégoire XII, l'un à Rome, l'autre en Avignon, l'Ordre était tout aussi partagé entre un grand maître à Rhodes et un anti-grand maître à Rome, successivement Riccardo Caracciolo (1383–1395), Bartolomeo Carafa della Spina (1395-1405) et Nicolas Orsini di Campodifiore (1405-1409), dont la crise, connue sous le nom de « grand schisme de l'Occident », atteint alors son paroxysme.
En février 1409, Philibert de Naillac quitte Rhodes pour l'Europe, où il va inlassablement plaider la cause de l'Ordre et négocier entre les cours de Rome et d'Avignon à la défense de Rhodes et de la chrétienté d'Orient. En juin 1409, il assure la protection du concile de Pise, qui dépose les papes Benoit XIII et Grégoire XII et élit Alexandre V mais l'assemblée échoue à ramener l'ordre au sein de l’Église. Cependant Philibert de Naillac chargea le prieur de Rhodes, Gaultier de Grassy, et le grand maréchal de l'Ordre, Luce de Valines, d'une mission diplomatique auprès des cours d'Europe pour annoncer l'élection d'Alexandre V, en échange de quoi celui-ci fulmina une bulle qu'il fit publier dans toute la chrétienté selon laquelle le seul grand maître de l'Ordre était Philibert de Naillac.
C'est à Nice, dans les premiers jours d'avril, puis à Aix-en-Provence, qu'il réunit le chapitre général de l'Ordre, le 19 avril 1410. Sous la présidence de Jacques Tivelly, prieur d'Auvergne, Raymond Lescure, prieur de Toulouse et grand commandeur de l'Ordre, et Philippe de Langueglia, prieur de Lombardie, on y aborde des problèmes de fond : la règle, la discipline, les finances (dans le contexte difficile du moment, les commanderies et prieurés n'envoyaient plus qu'irrégulièrement à Rhodes les responsions »), ainsi que les relations de l'Ordre avec la papauté. Naillac s'efforcera par la suite de convaincre les papes successifs et rivaux de la nécessité de ne plus intervenir dans les affaires de l'Ordre en nommant leurs fidèles respectifs à la tête de commanderies ou prieurés.
La pape força Naillac à une ambassade entre le roi d'Angleterre et le roi de France et lors d'un voyage en Angleterre en avril 1410, il tente de rétablir la paix avec la France. Le pape Alexandre III décède à Bologne au commencement de mai et fut alors élu Jean XXIII. Ensuite, un voyage en Suisse, au Tyrol et en Italie du Nord le conduit au concile de Constance où il sera présent de novembre 1414 à juin 1415. À l'automne 1415, en compagnie de Sigismond Ier, il échoue à convaincre Benoit XIII d'abdiquer. Après avoir mis au pas le grand prieuré de Germanie, à l'automne 1417 jusqu'à mars 1418, il revient au concile de Constance qui élit Martin V et, en août 1418, il préside une assemblée hospitalière à Avignon qui décida de la convocation d'un chapitre général à Rhodes. Naillac chargea le trésorier conventuel de l'Ordre, Jean de Patru, de se rendre en Italie, avec le titre de « vérificateur et correcteur », dans les grands prieurés de Lombardie, de Venise, de Pise et de Rome afin de se faire remettre les responsions et de les convoquer à Rhodes. Aussitôt, les prieurs de Capoue, de Barletta, les commandeurs de Sainte-Euphémie, de Venouse, de Naples, de Saint-Etienne de Monopoli et tous les chevaliers du royaume de Naples dépêchèrent le chevalier de la Porte avec une lettre demandant au grand maître d'être réunis à l'Ordre. Naillac leur enjoignit de venir à Rhodes pour le 8 septembre
Vers le 28 mai 1420, il embarque à Ancône à destination de Rhodes qu'il atteint le 9 juillet 1420, après onze ans et demi hors du couvent. Du 8 septembre au 4 octobre, il réunit un chapitre général qui met un point final à son œuvre en restaurant la discipline, en remettant en vigueur les statuts de l'Ordre et en les complétant d'articles nouveaux. Il envoya au pape les actes de ce chapitre qui les confirma, terminant ainsi une longue période de schisme. Il mourra l'année suivante entre le 29 mai et le 2 juin 1421 et fut inhumé dans l'église conventuelle Saint-Jean.